# Chikkasandra Kaval, Sira
Chikkasandra Kaval là một làng thuộc tehsil Sira, huyện Tumkur, bang Karnataka, Ấn Độ.